# Naarda flavisignata
Naarda flavisignata is een vlinder uit de familie spinneruilen (Erebidae). De wetenschappelijke naam is voor het eerst geldig gepubliceerd in 1962 door Vári.
De soort komt voor in het Afrotropisch gebied.